# Hyalorista opalisalis
Hyalorista opalisalis là một loài bướm đêm trong họ Crambidae.